# Sous ma robe
Singles de Elsa
Chaque jour est un long chemin
(septembre 1996) Le temps tourne à l'orage
(novembre 1997)
Pistes de Chaque jour est un long chemin
Quand je serai morte Le Chéri
Sous ma robe est le 20e single physique d'Elsa, le 2e extrait de son album Chaque jour est un long chemin.
La chanson raconte l'histoire d'une femme qui a une aventure avec le mari d'une autre.

## Vidéo-clip
Le clip, réalisé par Gilles Elie montre Elsa tournoyer dans une pièce aux pans de velours rouge, dont les murs sont épinglés de post-it et de photos de la chanteuse.
Elle tournoie autour d'un homme dont les yeux sont volontairement biffés, par trucage. Petit à petit, les rapports avec cet homme s'enveniment.

## Supports commerce
- CD 2 titres première édition
  - Piste 1 : Sous ma robe  (Radio version) 4:04
  - Piste 2 : Quand je serai morte  3:06

- CD 2 titres seconde édition
  - Piste 1 : Sous ma robe  (Remix radio) 3:09
  - Piste 2 : Quand je serai morte  3:06

## Anecdotes
Sous ma robe sera le dernier single sorti dans le commerce d'Elsa. Les suivants seront des singles destinés uniquement au milieu professionnel.

## Classements et ventes
| Meilleur Classement | Ventes certifiées | Cumul ventes                | Certification France |
| France              | Ventes certifiées | Cumul ventes                | Certification France |
| ------------------- | ----------------- | --------------------------- | -------------------- |
| 59                  | -                 | moins de 20 000 exemplaires | -                    |